# مسجد تولوز الكبير
مسجد تولوز الكبير يقع المسجد في حي إمبالوت جنوب مدينة تولوز في فرنسا، تم إفتاحه في عام 2018، ويتسع 3000مصلي.
جاءت أموال مشروع بناء المسجد البالغة قيمتها 6 ملايين يورو بشكل أساسي من حملة استمرت 13 عامًا قام بها مسجد النور المجاور، الذي أنشئ في عام 1989،
تمت الإضافات من الدولة الفرنسية والجزائر والكويت.
يحتوي المبنى على ثلاث قاعات للصلاة، إحداها مخصصة للنساء، ومدرسة قرآنية، وهو مزين بالرخام التونسي والسجاد والأبواب التركية والثريات المصرية والجص المغربي، من الخارج توجد قبة مذهبة ومئذنة، تم بإشراف المهندس المعماري كريستيان بارت.